# أوجي بلنت
أوجي بلنت (بالإنجليزية: Augie Blunt)‏ مواليد 17 أغسطس 1929 في مونرو - الوفاة 2 مايو 1999 في لوس أنجلوس، هو ممثل أمريكي.

## الأعمال
- فول هاوس
- شبح

## روابط خارجية
- أوجي بلنت على موقع IMDb (الإنجليزية)
- أوجي بلنت على موقع قاعدة بيانات الفيلم (الإنجليزية)